# Джолдасбаева, Нурлыгаим Чалдановна
Нурлыгаим Чалдановна Джолдасбаева (каз. Нұрлығайым Шалданқызы Жолдасбаева 5 апреля 1954; Алакольский район, Талдыкорганская область — 20 сентября 2013; Алма-Ата) — казахстанский государственный и общественный деятель. Депутат Сената Парламента Республики Казахстан (2003—2011).

## Биография
Родилась 5 апреля 1954 года в селе Надеждовка Джержинского района (ныне Алакольского района) Талды-Курганской области.
В 1976 году окончила юридический факультет Казахского государственного университета им. С. М. Кирова по специальности юрист.
В 2007 году защитил учёное звание кандидата юридических наук, тема диссертации: «Проблемы квалификации убийств по уголовному законодательству Республики Казахстан».
Умерла 20 сентября 2013 года в Алма-Ате.

## Трудовая деятельность
С 1976 по 1979 годы — Консультант отдела юстиции Мангышлакского облисполкома, адвокат Мангышлакской областной коллегии адвокатов.
С 1979 по 1990 годы — Народный судья города Шевченко.
С 1990 по 1995 годы — Заместитель Председателя Гурьевского (Мангистауского) областного суда.
С 1995 по 2003 годы — Судья Верховного Суда Республики Казахстан.
С 2011 по 2013 годы — Советник председателя Верховного Суда Республики Казахстан.

## Выборные должности, депутатство
С 2003 по 2011 годы — Депутат Сената Парламента Республики Казахстан, член Комитета по социально-культурному развитию. Назначен указом Президента Республики Казахстан.
Член Парламентской Ассамблеи Совета Европы, Член группы сотрудничества с Парламентом Республики Беларусь, с Конгрессом США, с Палатой Советников Японии, с Кнессетом Государства Израиль, Председатель Комитета по экономической и региональной политике.
Член Совета по правой политике при Президенте Республики Казахстан.
Член Комиссии по правам человека при Президенте Республики Казахстан.
Член президиума Национальной экономической палаты Казахстана «Союз Атамекен».

## Награды и звания
- Почётный судья Республики Казахстан (2001)
- Орден Курмет (2005)[6]
- Почётная грамота Верховного Суда Республики Казахстан.
- Благодарственное письмо Первого Президента Республики Казахстан.
- Памятная медаль Детского фонда ООН — ЮНИСЕФ (2007)
- Награждена правительственными и юбилейными медалями Республики Казахстан.
- Национальная общественная премия «Алтын тулпар» (2009)[7]